# Jazzland

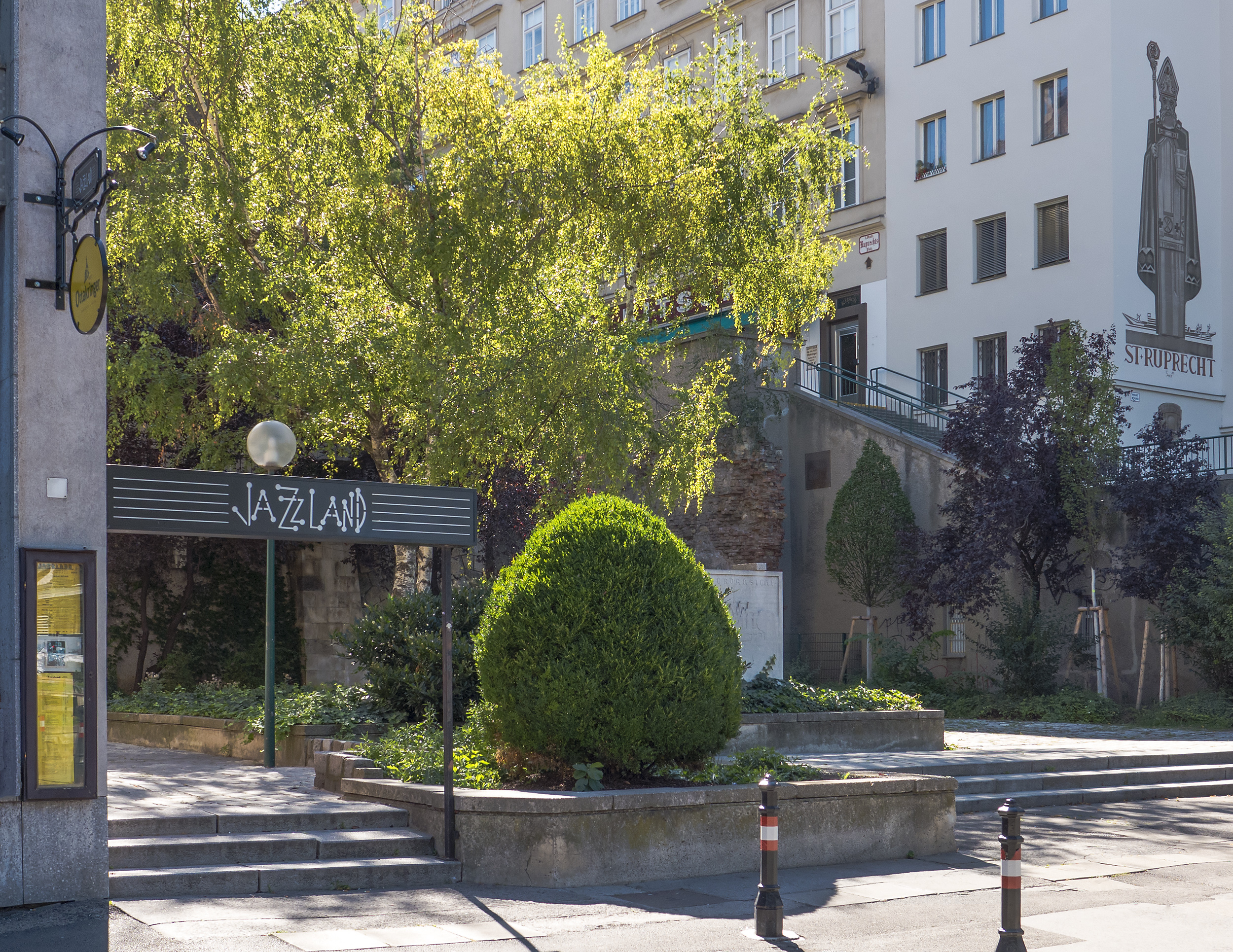
Das Jazzland vor der Ruprechtskirche

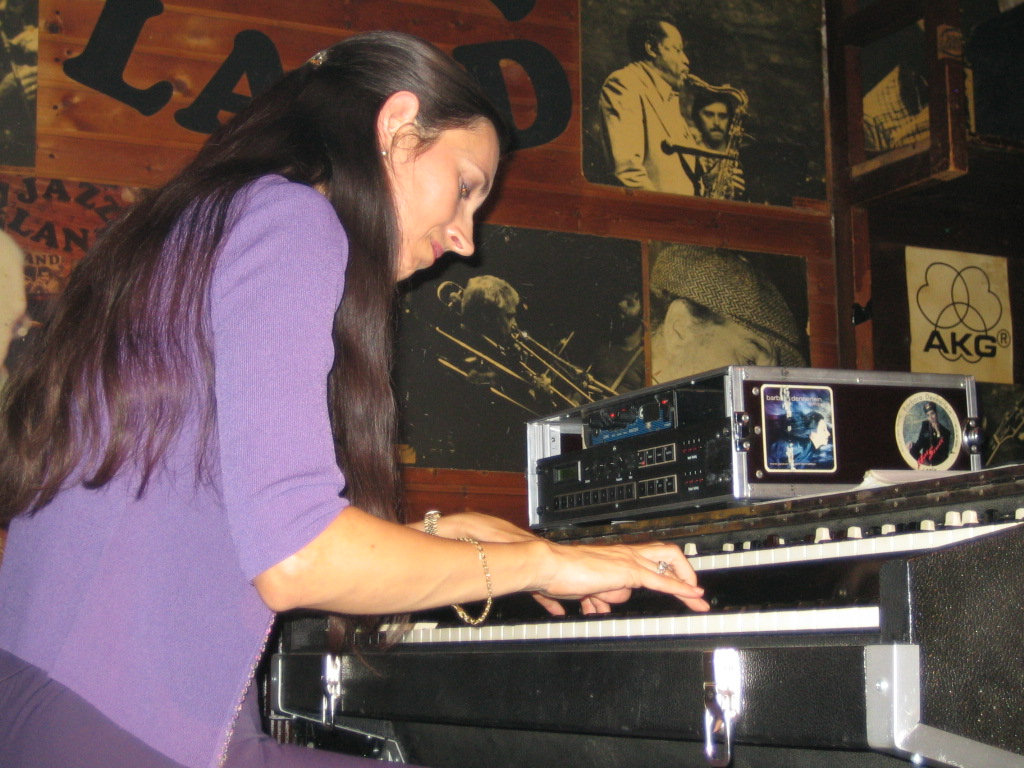
Barbara Dennerlein im Jazzland, 2005

Das Jazzland ist ein Jazzclub im 1. Wiener Gemeindebezirk Innere Stadt.

## Geschichte
Das Jazzland wurde am 4. März 1972 von Tilly und Axel Melhardt (14. Mai 1943 – 6. Mai 2024) in einem Keller unter der Ruprechtskirche gegründet. Zur damaligen Zeit wurde Live-Musik dieser Musikrichtung vor allem von heimischen Musikern bestritten, Gastauftritte internationaler Jazz-Musiker waren eher die Ausnahme.
Das Jazzland wird von Julius Melhardt, dem Sohn der beiden Gründer, sowie Michael Schlacher geführt, der schon zu Lebenszeiten von Axel Melhardt die Verantwortung für die Zusammenstellung des Programmes übernommen hatte. Es gilt als der älteste heute in Wien existierende Jazzclub.
Neben heimischen Musikern traten etwa 400 US-Stars im Keller des Landls auf. Dazu gehörten die Bluesmusiker Roosevelt Sykes, Memphis Slim, Big Joe Williams und Little Brother Montgomery, die klassischen Jazzmusiker Wild Bill Davison, Bud Freeman, Max Kaminsky und Jimmy McPartland, Swinger wie Teddy Wilson, Clark Terry, Harry „Sweets“ Edison, Dorothy Donegan und Benny Carter, die Modern-Jazzer Art Farmer, Eddie Lockjaw Davis, Ray Brown und Herb Ellis und Avantgardemusikern wie Dave Liebman, Lee Konitz, Paul Motian und Bob Brookmeyer.
Das 40-Jahre-Jubiläum wurde im Frühjahr 2012 mit Gastspielen von Greetje Kauffeld, Scott Robinson, Dana Gillespie, Dusko Goykovich, Mundell Lowe, Thomas Gansch, Jim Galloway, Curtis Fuller, Bill Ramsey und der Fritz Pauer-Karl Ratzer Band gefeiert.
Im Frühjahr 2017 fand ein kleines „45 Jahre JAZZLAND-Festival“ statt, in dem neben der Wiener Gründungsband Red Hot Pods internationale Jazzer wie Carole Alston, Dana Gillespie, Harold Mabern, Rossano Sportiello, Don Menza, Heinz von Hermann, Howard Alden, Seamus Blake, die Mojo Blues Band, Diknu Schneeberger & Gismo Graf und Bill Ramsey auftraten.